# Teucrium glandulosum
Teucrium glandulosum é uma espécie de planta com flor da família de hortelã conhecida pelos nomes comuns de germander-pegajoso e germander-do-deserto. Ela é nativa do Deserto Sonoran do Arizona, da Baixa Califórnia, Baixa California Sul, e Condado de San Bernardino, na Califórnia. Cresce no deserto rochoso, em habitats como desfiladeiros. A planta produz três lóbulos na ramificação da haste. O interior da flor é muito peludo.